# Amphissa columbiana
Amphissa columbiana är en snäckart som beskrevs av Dall 1916. Amphissa columbiana ingår i släktet Amphissa och familjen Columbellidae. Inga underarter finns listade i Catalogue of Life.